# Karla Kienzl
Karolina Kienzl, nota Karla (Liezen, 21 ottobre 1922 – 2 settembre 2018) è stata una slittinista austriaca, campionessa mondiale nella specialità del singolo a Oslo 1955.
Nata Hauser, nel 1948 assunse il cognome Kienzl in seguito al matrimonio con Fritz Kienzl, anch'egli slittinista.

## Biografia
Attiva negli anni '40 e negli anni '50, ha gareggiato per la nazionale austriaca nella specialità del singolo. 
In carriera ha partecipato alla prima edizione dei campionati mondiali, quella di Oslo 1955, conquistando la medaglia d'oro individuale. Ha altresì vinto tre medaglie agli europei, di cui una d'oro colta a Imst 1951 e due d'argento vinte a Davos 1954 e a Hahnenklee 1955.
Tra il 1947 e il 1949 ha inoltre conquistato tre titoli nazionali austriaci e persino due titoli italiani.

## Palmarès

### Mondiali
- 1 medaglia:
  - 1 oro (singolo a Oslo 1955).

### Europei
- 3 medaglie:
  - 1 oro (singolo a Imst 1951);
  - 2 argenti (singolo a Davos 1954; singolo a Hahnenklee 1955);

### Campionati austriaci
- 3 medaglie:
  - 3 ori (singolo nel 1947; singolo nel 1948; singolo nel 1949).

### Campionati italiani
- 2 medaglie:
  - 2 ori (singolo nel 1947; singolo nel 1948).